# Фавале-ди-Мальваро
Фавале-ди-Мальваро (итал. Favale di Malvaro) — коммуна в Италии, располагается в регионе Лигурия, в провинции Генуя.
Население составляет 525 человек (2008 г.), плотность населения составляет 32 чел./км². Занимает площадь 17 км². Почтовый индекс — 16040. Телефонный код — 0185.
Покровительницей коммуны почитается Пресвятая Богородица (Madonna del Rosario), празднование в первое воскресение октября.

## Демография
Динамика населения:

## Администрация коммуны
- Официальный сайт: